# Le Bibliothécaire
Le Bibliothécaire est un tableau peint par Giuseppe Arcimboldo vers 1570. Il mesure 97 cm de haut sur 71 cm de large. L'original ou sa copie, est conservé au château de Skokloster à Håbo en Suède.

## Histoire
Le sujet représenté pourrait être Wolfgang Lazius, érudit et collectionneur chargé de la conservation des manuscrits précieux de l'empereur Maximilien auprès de qui Arcimboldo était peintre de cour.
Ce tableau aurait été réalisé après la première version des Saisons et la peinture de L’Air, La Terre, Le Feu et L’Eau.
Lors de plusieurs expositions récentes (au Palazzo Grassi en 1982, à Lugano ensuite) des doutes sont émis sur son authenticité : l'original aurait été perdu et ce tableau en serait une copie nous transmettant toute l'inventivité du maître.

## Description
Le sujet représenté est un  bibliothécaire  qui au premier abord porte des livres contre lui. En fait la silhouette même de son  buste est constituée d'un empilement de livres reliés et d'objets les concernant :
Son avant-bras droit placé au devant, horizontalement laisse apparaître des marque-pages qui forment ses doigts ;  sa figure surmontée un livre ouvert aux écritures manuscrites sa  coiffe et des signets à pompon  les cheveux de sa frange ; de queues de martre (pour épousseter les livres) les touffes de sa barbe ; des loupes du lecteur pour les yeux.
Le dos d'un gros livre rouge ébauche son bras droit, celui de gauche étant recouvert d'un pan de cape cramoisi, en fait le bas du rideau suspendu derrière lui

## Analyse
On peut aussi apercevoir, dans les livres empilées, la forme d'un grand A (pour  Arcimboldo ?)